# Hovet (gruppo musicale)
Gli Hovet erano un gruppo musicale svedese attivo a metà degli anni 2000 e formato da Anna Stadling, Idde Schultz, Jens Back, Johan Persson, Josef Zackrisson, Norpan Eriksson e Staffan Andersson.

## Storia
Gli Hovet sono nati come musicisti per il cantante Lars Winnerbäck, con cui sono andati in tournée nel corso del 2001. L'album ...Live för dig!, uscito alla fine dello stesso anno, contiene registrazioni dal vivo dai concerti. Si sono formati ufficialmente come gruppo nel 2003, anno in cui è uscito il loro album collaborativo con Winnerbäck, Söndermarken. Il disco ha debuttato in vetta alla Sverigetopplistan ed è stato certificato doppio disco di platino dalla IFPI Sverige con oltre 120 000 copie vendute a livello nazionale. Ha prodotto tre singoli top ten, fra cui il più fortunato, Hum hum från Humlegården, è disco d'oro in Svezia con 15 000 vendite.
Quando nel 2004 Winnerbäck ha deciso di registrare l'album acustico Vatten under broarna, gli Hovet hanno preso in affitto una casa di campagna a Kisa e hanno trascorso l'inverno componendo e registrando musica per il loro secondo album, questa volta senza l'ausilio di Winnerbäck. Tutti i componenti hanno contribuito sia con la voce che con gli strumenti. L'album Hovet è uscito nel 2004, anticipato dal singolo top ten Silverfisken. Ha raggiunto un più modesto 14º posto nella classifica degli LP. L'anno successivo l'EP Stort liv, realizzato in collaborazione con Winnerbäck, ha trascorso tre settimane in vetta alla classifica nazionale e ha finito per vendere più di 30 000 copie, venendo certificato disco di platino.
Nel 2007 Winnerbäck ha annunciato che avrebbe iniziato a registrare il suo album successivo, Daugava, senza gli Hovet. La decisione è risultata dal desiderio di lavorare con nuovi musicisti per espandere i propri orizzonti musicali, e fra i sette musicisti, solo Johan Persson ha fatto parte della formazione del disco.

## Formazione
- Anna Stadling – voce, chitarra
- Idde Schultz – voce, chitarra
- Staffan Andersson – voce, chitarra, mandolino
- Johan Persson – voce, chitarra, basso, tastiere, armonica a bocca, fisarmonica
- Josef Zackrisson - voce, basso
- Norpan Eriksson - voce, batteria
- Jens Back - voce, tastiere, pianoforte, sassofono

## Discografia

### Album in studio
- 2003 – Söndermarken (con Lars Winnerbäck)
- 2004 – Hovet

### EP
- 2005 – Stort liv (con Lars Winnerbäck)

### Singoli
- 2003 – Hum hum från Humlegården (con Lars Winnerbäck)
- 2003 – Åt samma håll (con Lars Winnerbäck)
- 2003 – Min älskling har ett hjärta av snö (con Lars Winnerbäck)
- 2003 – Dunkla rum/Över gränsen (con Lars Winnerbäck)
- 2004 – Våra hjärtan/Vi två
- 2004 – Silverfisken/Vi gillar varann

### DVD
- 2004 – Live i Linköping